# Anders Jonsson i Mora
Anders Emanuel Jonsson (i riksdagen kallad Jonsson i Mora), född 11 oktober 1912 i Mora, Dalarna, död 14 december 2008 i Slaka, Östergötland, var en svensk möbelhandlare och politiker (folkpartist). 
Anders Jonsson, som var son till en sadelmakare, var verksam som möbelhandlare i Mora 1945–1980. Han var ordförande i Morastrands kommunalnämnd 1951–1958 och av Mora kommunfullmäktige 1977–1982.
Jonsson var riksdagsledamot 1964–1976 för Kopparbergs läns valkrets (till 1970 i andra kammaren). I riksdagen var han bland annat suppleant i andra lagutskottet 1965–1970 samt ledamot i socialförsäkringsutskottet 1971–1973 och i inrikesutskottet 1974–1976. Han engagerade sig i regionalpolitik och